# Ota Filip
Ota Filip (9. března 1930 Slezská Ostrava – 2. března 2018 Garmisch-Partenkirchen) byl český a německý spisovatel, jedna z předních postav české exilové literatury. Jeho knihy byly publikovány mezi jiným v češtině, němčině, italštině, francouzštině, španělštině, japonštině a slovinštině.

## Biografie

### Mládí
Ota Filip se narodil v roce 1930 ve Slezské Ostravě. Jeho otec Bohumil Filip byl český cukrář a majitel kavárny v ostravské Nové Radnici. Jeho matka byla polského původu, rozená Marie Mikolajczykowa. Po maturitě na gymnáziu v Praze na Žižkově v roce 1948 pracoval v různých zaměstnáních.
Po nástupu na vojnu v roce 1951 byl zařazen k tzv. „černým baronům“, kde se zapletl do připravovaného útěku, který ale vyzradil. 
Po roce 1953 byl redaktorem v novinách Mladá Fronta (Praha), redaktorem Československého rozhlasu v Plzni a v několika okresních novinách na Moravě.

### Perzekuce a odsouzení v ČSSR
Počátkem 60. let byl vystaven mimosoudní perzekuci, a odsouzen k řadě dělnických profesí. Během těchto let začal psát své první romány, a věnoval se korespondenci s německými a rakouskými autory. Jeho přítel Horst Bienek, básník, esejista a novinář žijící v Mnichově, mu v roce 1968 zprostředkoval vydání prvního románu Cesta ke hřbitovu, v německém překladu Das Café an der Straße zum Friedhof, v nakladatelství Fischer Verlag (Frankfurt am Main). Tato první německá publikace se setkala s velkým úspěchem, a v roce 1969 následovalo italské vydání Il caffè sulla strada del cimitero v nakladatelství Garzanti (Milán). Jeho první román Cesta ke hřbitovu byl také oceněn literární cenou města Ostravy v roce 1967 (k 700. výročí založení města), a vydán v roce 1968 v ostravském nakladatelství Profil (Ostrava). Od ledna 1968 byl redaktorem nakladatelství Profil v Ostravě.
V roce 1970 byl odsouzen za podvracení republiky (§ 98, odst. 1 tr. zákona), mj. na základě jeho korespondence s autory, novináři a jinými představiteli kulturního a politického života v NSR, Rakousku a Švýcarsku. V roce 1974 byl donucen se vystěhovat do Německa. 

### Obvinění ze spolupráce s STB
V lednu 1998 byl v programu bavorské televize (autoři Jürgen W. Möller a Prof. FAMU Lubor Dohnal) obviněn ze spolupráce s StB (Státní bezpečnost). Tato obvinění se zakládala na falešných výpovědích kněze (hraběte) Angeluse Waldsteina (OSB, klášter Ettal, Německo) a jiných tzv. 'svědků' v Československu a NSR. Tento program byl motivován cílem kompromitovat Filipa a znemožnit jeho publicistickou činnost v Německu a Československu v 90. letech, která se kriticky zabývala sudetoněmeckými tématy a česko-německými vztahy. Dnes přístupné materiály StB (Archív bezpečnostních složek, https://www.abscr.cz/) dokazují, že tato obvinění byla neopodstatněná (mj., arch. číslo 14288 S StB Ostrava, V-4569 S Stb Ostrava a V-1258 MV-SÚ; citované v útvaru S FMV-SEO). Např. v červnu 1972 StB konstatuje, že "FILIP byl v roce 1969 odsouzen pro nepřátelskou činnost podle § 98 tr. zákona a po propuštění z výkonu trestu v trestné činnosti pokračoval, ve spolupráce [sic] s exponenty pravice v oblasti kultury", tedy jinými slovy angažoval se pro disidentské hnutí, ne pro spolupráci s StB. Neopodstatněná obvinění Oty Filipa v programu bavorské televize (autoři Jürgen W. Möller a Prof. FAMU Lubor Dohnal) v lednu 1998 dohnala jeho syna Pavla, profesora matematiky na univerzitě v Bochumi (Německo), k sebevraždě. Byl traumatizován perzekucí a vězněním svého otce v letech 1969-1974 v Československu, a nemohl se smířit s další mimosoudní, sudetoněmeckými a česko-německými tématy v 90. letech motivovanou, perzekucí svého otce, tentokrát v Německu.

### Život v zahraničí
Od roku 1974 žil Ota Filip se svou rodinou v Mnichově, a také pracoval jako lektor v nakladatelství S. Fischer Verlag ve Frankfurtu nad Mohanem. Působil jako publicista a komentátor pro řadu předních německých novin v Německu, Švýcarsku, Rakousku, a rádiových stanic, včetně Bayerischer Rundfunk a Svobodná Evropa v Mnichově. Před tkz. sametovou revolucí v roce 1989, byl aktivní v exilových organizacích a exilovém literárním životu, nejen s českými představiteli z různých intelektuálních sfér v zahraničí, ale také z jiných východoevropských zemí. Pro tuto exilovou komunitu se také energicky angažoval tím, že zprostředkovával publikace, překlady a pracovní kontakty, hlavně v Německu. Podílel se na vydáních děl z českého samizdatu v zahraničí, a dovážení knih a časopisů do Československa, které byly publikované v českých exilových nakladatelstvích. Filipova vlastní literární činnost obsahuje řadu románů, které v Německu psal v němčině a češtině. Byly vydány v německých nakladatelstvích, a také v exilových českých nakladatelstvích v Německu, Švýcarsku a Kanadě. V překladech byly jeho romány vydány v Italii, Polsku, Japonsku, ve Španělsku, Francii a Slovinsku.  Od 90. let byly také publikovány v České republice, kde měl Filip mj. úzké kontakty s nakladatelstvím Host (Brno). V Německu byla jeho literární činnost oceněna několika významnými cenami, mj. Adelbert-von-Chamisso Preis, Andreas Gryphius Preis a Münchner Großstadtpreis „Die Löwenpfote” . Ota Filip byl členem Bavorské akademie věd a umění.  V roce 2022 byla uvedena v ostravském  divadle Jiřího Myrona hra podle jeho románu Nanebevstoupení Lojzka Lapáčka. V roce 2024 mu byla udělena Cena města Ostravy in memoriam za kulturní přínos pro rozvoj města Ostravy v oblasti literární činnosti. Posledních dvacet let svého života žil Ota Filip se svou manželkou Marii (rozenou Ledvinovou) v podalpském městečku Murnau am Staffelsee, kde pořádal literární a jiná umělecká setkání, s německými i českými autory, literáty a novináři. Jeho manželka Marie Filip zemřela 31. prosince 2014, po těžké a krátké nemoci, v jeho přítomnosti v nemocnici v Mnichově. Týden předtím oslavili 61. výročí jejich svatby, 25. prosince 1953. Ota Filip zemřel 2. března 2018 v nemocnici v Garmisch-Partenkirchenu, na následky zápalu plic.

## Dílo
- Cesta ke hřbitovu, Profil, Ostrava, 1968
- Blázen ve městě, Konfrontace, Curych, 1975; Profil, Ostrava, 1991
- Nanebevstoupení Lojzka Lapáčka ze Slezské Ostravy, Edice Petlice, sv. č. 28, Praha, 1974; Český spisovatel, Praha, 1994
- Poskvrněné početí, Sixty-Eight Publishers, Toronto, 1976; Západočeské nakladatelství, 1990
- Valdštýn a Lukrecie, ’68 Publishers|Sixty-Eight Publishers, Toronto, 1979
- Děda a dělo, Host, Brno, 2009
- Touha po Procidě, (česky nevyšlo)
- Kavárna Slavia, Český spisovatel, Praha, 1993
- Sedmý životopis, Host, Brno, 2000
- Sousedé a ti ostatní, Host, Brno, 2003
- 77 obrazů z ruského domu - Román o velké, ztroskotané lásce a vzniku abstraktního umění, Barrister & Principal, Brno, 2004
- Osmý čili nedokončený životopis, Host, Brno, 2007

Podílel se autorsky i na sborníku, pojednávajícím o tzv. Brněnském pochodu smrti:
- TUČKOVÁ, Kateřina; POLLACK, Martin; FILIP, Ota. Brněnský pochod smrti. 1. vyd. Brno: Větrné mlýny, 2012. 108 s.

## Ocenění
- 1986 cena Adelberta von Chamisso
- 1991 Cena Andrease Gryphia
- 2012 Medaile Za zásluhy  2. stupeň, udělená prezidentem ČR za zásluhy o stát v oblasti umění